# Tứ đại Phú hộ
Tứ đại phú hộ (chữ Hán: 四大富戶) là cụm từ dân gian ở miền Nam Việt Nam đặt ra vào cuối thế kỷ XIX đến đầu thế kỷ XX để chỉ 4 người giàu nhất Sài Gòn, cũng như nhất miền Nam Kỳ Lục tỉnh và cả Đông Dương thời bấy giờ. Để dễ nhớ, dân gian có câu Nhất Sỹ, Nhì Phương, Tam Xường, Tứ Hỏa . Đây là câu được nhiều người biết. Tuy nhiên, về vị trí thứ tư, được dành cho một số đại phú hộ khác như Tứ Trạch, Tứ Hỏa hoặc Tứ Bưởi.

## Nhất Sỹ
Tên thật là Lê Phát Đạt (1841-1900), còn có tên gọi là Sỹ, về sau được Pháp phong Huyện hàm, nên còn được gọi là Huyện Sỹ. Ông quê ở làng Bình Lập, tỉnh Tân An (nay thuộc Long An).
Ông là người theo đạo Công giáo, có tên thánh là Philipphê. Thuở nhỏ được đi học trường Dòng tại Penang. Về sau có chân trong Hội đồng thuộc địa của Pháp ở Đông Dương, nhưng phần lớn thì giờ ông dành cho hoạt động phát triển nông nghiệp và truyền bá đạo Công giáo. Nhà thờ Huyện Sỹ (tại quận 1, Thành phố Hồ Chí Minh ngày nay) và Nhà thờ Chí Hòa (tại quận Tân Bình ngày nay) do ông bỏ tiền ra xây cất trên đất của mình.
Cháu ngoại ông là Nguyễn Hữu Thị Lan về sau được gả cho vua Bảo Đại, được biết nhiều với danh xưng Nam Phương Hoàng hậu.

## Nhì Phương
Tên thật là Đỗ Hữu Phương (1844-1914), do được Pháp phong Tổng đốc hàm nên còn gọi là Tổng đốc Phương. Ông sinh tại Chợ Đũi (Sài Gòn), gốc người Minh Hương, biết chữ Hán, nói được một số tiếng Pháp.
Sau khi Pháp đánh chiếm Gia Định, ông hợp tác với người Pháp vây bắt một số thủ lĩnh quân nổi dậy chống Pháp như Trương Quyền, Phan Tôn, Phan Liêm, Nguyễn Trung Trực, Nguyễn Hữu Huân.
Năm 1872, ông được Thống đốc Nam Kỳ chỉ định làm hội viên Hội đồng thành phố Chợ Lớn.
Ông là một trong những người đề xướng và đã bỏ tiền ra xây trường Collège de Jeunes filles Indigènes vào năm 1915, tức trường Nữ Trung học Sài Gòn, mà người dân thường gọi là trường Áo Tím, ngày nay là trường Nguyễn Thị Minh Khai.

## Tam Xường
Tên thật là Lý Tường Quan, tự Phước Trai, người Minh Hương, chưa rõ năm sinh năm mất. Ông còn có tên gọi là Xường, do tài sản cự phú nên dân gian còn gọi là Bá hộ Xường, hay Hộ Xường.
Hộ Xường giỏi tiếng Pháp, thông thuộc ngôn ngữ Hoa-Việt, thời trẻ từng làm thông ngôn cho chính quyền Pháp, được yêu mến và trọng dụng bởi sự thông minh, đắc dụng. Năm 30 tuổi, ông bỏ nghề thông ngôn bước vào lĩnh vực kinh doanh lương thực dịch vụ, thầu cung cấp vật dụng thức ăn, độc quyền cung cấp thịt cá cho Sài Gòn và các tỉnh lân cận.

## Tứ Định
Tên thật Trần Hữu Định. Ông làm giàu bằng nghề mở tiệm cầm đồ, kinh doanh đất đai, xuất nhập vải sợi. Ông giàu lên nhanh chóng vì biết nắm lấy thời cơ những lúc hàng hóa khan hiếm. Trần Hữu Định có biệt thự ở nhiều nơi và cũng như bá hộ Xường, danh xưng Bá hộ Định, hay Hộ Định là do dân Chợ Lớn thấy ông giàu có nên gọi như vậy. Khi chết đi, con cháu không biết giữ của đã tiêu xài xóa sạch vết tích của nhà cự phú này.

## Những người được xếp vào vị trí thứ tư khác

### Tứ Hỏa
Tên thật là Hui Bon Hoa (1845-1901) hay Huỳnh Văn Hoa, Jean Baptiste Hui Bon Hoa, dân gian thường gọi là Chú Hỏa. Ông là người Việt gốc Hoa, theo đạo Công giáo.
Ông thành lập công ty Hui Bon Hoa, có thời là công ty bất động sản lớn sở hữu trên 20.000 căn nhà ở Sài Gòn đồng thời xây dựng rất nhiều công trình có giá trị lớn ở vùng Sài Gòn-Gia Định vẫn còn tồn tại đến ngày nay: Bảo tàng Mỹ thuật thành phố, Khách sạn Majestic, Bệnh viện Từ Dũ, Bệnh viện Đa khoa Sài Gòn, khu nhà khách chính phủ, nhiều ngân hàng, trụ sở mua bán ở quận 5 và các công trình nhà riêng, chùa chiền, bệnh viện khác. Các công trình này đóng góp một vai trò quan trọng trong việc hình thành bộ mặt thành phố Sài Gòn.
Ông Huỳnh Văn Hoa có người con gái, không may chết sớm khi đang tuổi xuân xanh vì bệnh phong cùi. Từ cái chết này và những điều huyền ảo trong đó, người ta truyền nhau những câu chuyện ma quái xuất hiện trong nhà của Hui Bon Hoa. Câu "Con ma nhà họ Hứa" xuất phát từ gia đình này.

### Tứ Trạch
Tên thật là Trần Trinh Trạch (1872-1942), do từng tham gia thành viên Hội đồng Tư mật Nam Kỳ (Conseil privé), nên dân gian còn gọi là Hội đồng Trạch.
Tương truyền ông xuất thân nhà nghèo, đi làm mướn cho một điền chủ nhập tịch Pháp. Do được mướn đi học thay cho con của người điền chủ, ông có vốn chữ nghĩa tiếng Pháp, về sau đi làm viên chức cho tòa bố (tòa hành chánh) tỉnh Bạc Liêu. Cũng nhờ vốn kiến thức về luật pháp mà ông giàu lên nhanh chóng nhờ thu mua tài sản điền địa của các địa chủ thất vận.
Ông được xem là một trong những đồng sáng lập ngân hàng đầu tiên do chính người Việt Nam sáng lập và điều hành, trụ sở đặt tại Sài Gòn (1927), tên là Ngân hàng Việt Nam (công ty trách nhiệm hữu hạn), do ông làm chánh hội trưởng.
Ông có người con trai thứ ba tên là Trần Trinh Huy, nổi tiếng với danh xưng Công tử Bạc Liêu.

### Tứ Bưởi
Tên thật là Đỗ Thái Bưởi (1874–1932), do làm con nuôi trong một người nhà giàu họ Bạch nên ông còn có tên là Bạch Thái Bưởi. Dân gian còn gọi ông là Ký Năm do có thời gian ông làm ký lục cho một hãng buôn của người Pháp ở phố Tràng Tiền, Hà Nội.
Ông xuất thân trong một gia đình nông dân nghèo ở làng An Phúc, huyện Thanh Trì, tỉnh Hà Đông (nay là Hà Nội). Cha mất sớm, ông phải phụ giúp mẹ kiếm sống bằng nghề bán hàng rong. Sau được nhận làm con nuôi và được cho ăn học.
Ông nổi danh khi cạnh tranh với người Pháp và người Hoa trong các lĩnh vực vận tải thủy, khai thác mỏ và xuất bản với các công ty Giang Hải Luân thuyền Bạch Thái Bưởi công ty, Công ty in và Xuất bản Bạch Thái Bưởi (sau là Đông Kinh ấn quán).
Ông được xem là nhà tư sản dân tộc tiêu biểu của thế kỷ XX.

## Một số đại phú gia khác
Bên cạnh Tứ đại phú hộ, còn khá nhiều đại địa chủ và đại tư sản khác khá nổi tiếng như:
- Quách Đàm (1863-1927) là một thương gia gốc Hoa, có công xây dựng nên Chợ Bình Tây.
- Trương Văn Bền (1883-1956), người xây dựng thương hiệu Xà bông Cô Ba nổi tiếng.
- Trần Chánh Chiếu (1868-1919), một đại điền chủ ở Nam Kỳ